# Pod Czarnym Lasem (Osiek)
Pod Czarnym Lasem – przysiółek wsi Osiek w Polsce, położony w województwie małopolskim, w powiecie oświęcimskim, w gminie Osiek.
W latach 1975–1998 przysiółek administracyjnie należał do województwa bielskiego.